# Elektra (Espressomaschinen)
Die Elektra srl ist ein italienischer Produzent von hochwertigen Espressomaschinen, die sich neben ihrer hohen Funktionalität auch durch ihr Design auszeichnen. Neben Einhebel- und Halbautomatik-Maschinen werden auch Kaffeemühlen und Zubehör hergestellt. Im Gegensatz zu anderen Herstellern von Espressomaschinen stellt Elektra bis heute keine Kaffeevollautomaten her, sondern ausschließlich Maschinen mit Siebträger. Elektra-Maschinen werden hauptsächlich im Bereich der Gastronomie und weniger im Privat-Bereich eingesetzt.

## Geschichte und Technik

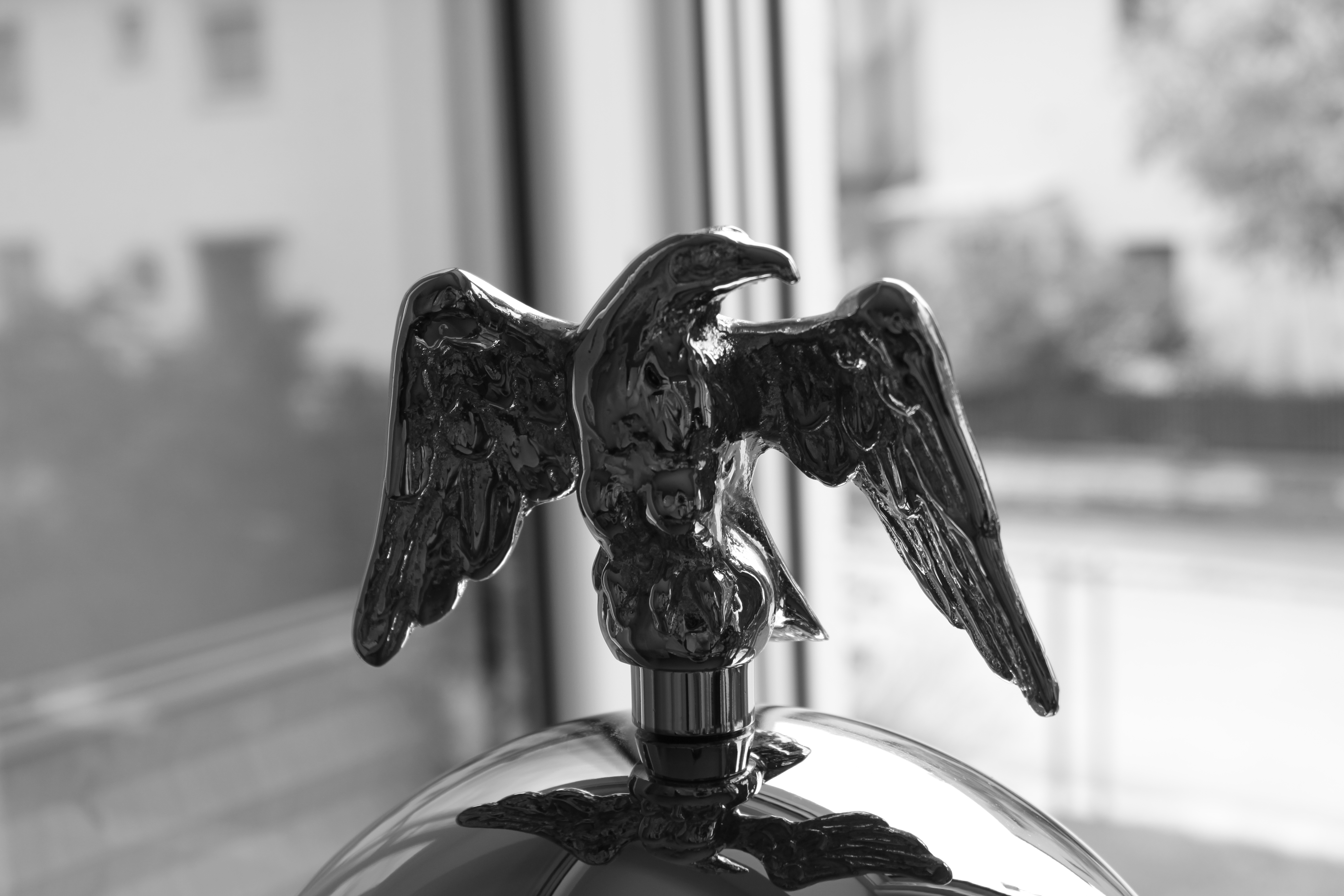
Verchromter Sandguss-Adler auf einer Elektra-Maschine

Das Unternehmen wurde 1947 von Umberto Fregnan gegründet und befindet sich seit der Gründung im Eigentum der Familie Fregnan. Heute wird das Unternehmen von Federico Fregnan und seinem Bruder Andrea Fregnan geleitet. Im Focus der Maschinen von Elektra stand von Anfang an der Gedanke der einfachen Bedienung und Wartung. Elektra war von Beginn an ein sehr innovatives Unternehmen, was an der großen Anzahl von erteilten Patenten deutlich wird. Bereits im Jahr 1950 wurde die weltweit erste Maschine mit einer automatischen hydraulischen Einheit vorgestellt. Neben der Wasserstandsregelung mit Schwimmer, die vom Unternehmen als dichtungsloses System entwickelt wurde, wurde auch die automatische Abgabe mit elektrisch gesteuertem Ventil (1968) und die elektronische Abgabe mit fünf Dosierungen (1978) entwickelt.
Die Maschinen werden bis heute handwerklich und mit Ausrichtung auf eine große Langlebigkeit und Nutzbarkeit gebaut. So wird für den Boiler noch immer ausschließlich Kupfer verwendet und 80 Prozent der Teile werden von Elektra selbst produziert. Alle Maschinen werden vor der Auslieferung 48 Stunden lang getestet. 
Die Firma wurde etwa 2019 an die Firma Carimali S.p.A. verkauft.

## Modelle

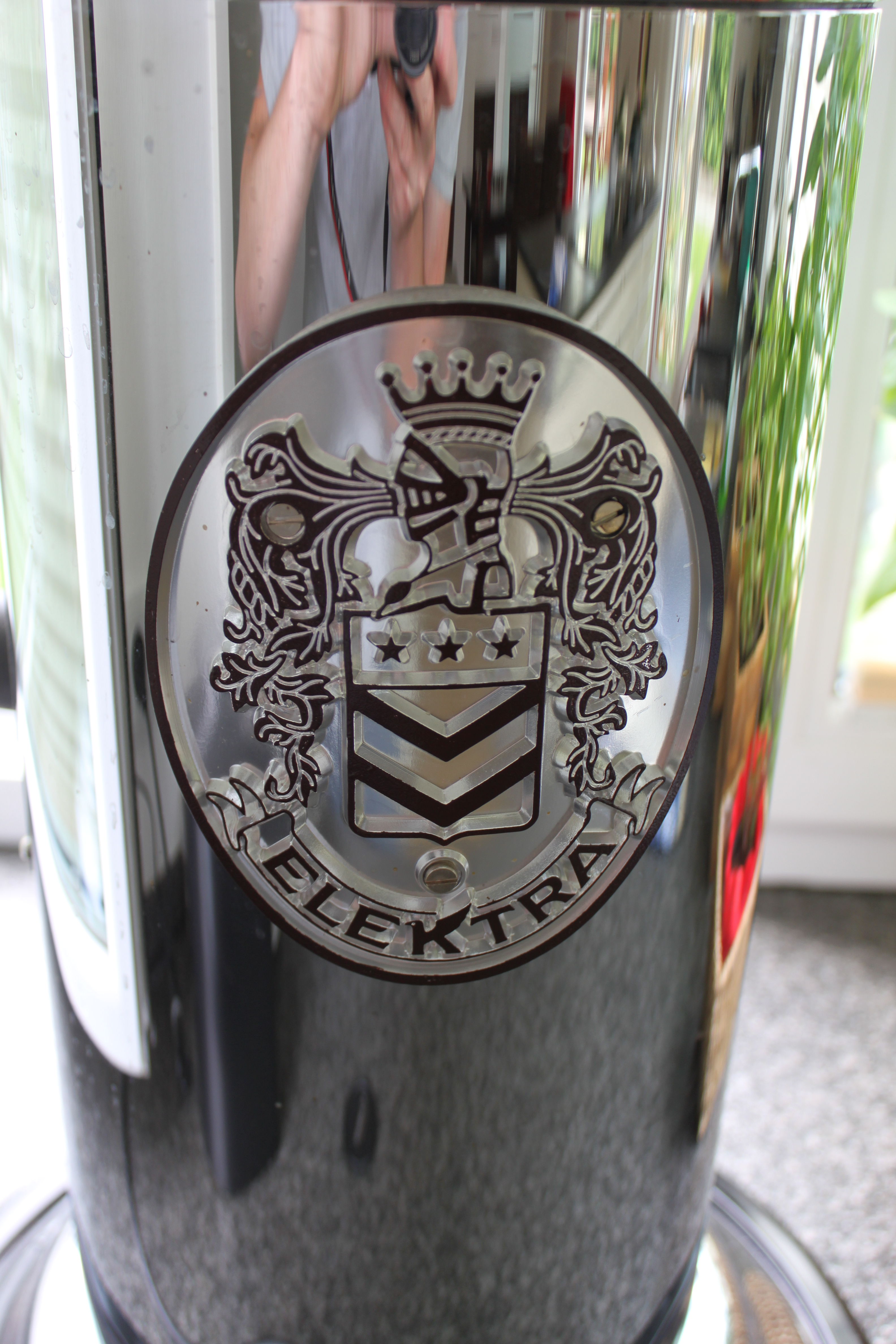
Motivplatte auf einer Elektra „Mini Verticale“

Elektra stellt heute zwei Kategorien von Maschinen her, die sich entweder an professionelle Anwender (Divisione Bar) oder an Privatkunden (Divisione Casa) richten. So werden im Bereich Divisione Bar sieben unterschiedliche Serien von halbautomatischen Geräten hergestellt. Für die Divisione Casa werden die Serien „Nivola“ und „Family Retro“ hergestellt, die neben halbautomatischen Geräten auch ein Modell als Einhebel-Maschine umfassen. Das gesamte Produktspektrum umfasst über 40 Modelle. Für die jeweiligen Bereiche werden auch Mühlen und Zubehör angeboten.
Charakteristisch für die Elektra-Modelle ist eine teilweise aufwändige Ausstattung der Maschinen: So wird beispielsweise der Adler, dem Firmensymbol, das auf der Spitze der Abdeckung mancher Maschinen vorhanden ist, im Sandguss hergestellt. Auch Abschlussknöpfe aus geschliffenem Murano-Glas sind verfügbar. Des Weiteren sind einige Modelle mit auffälligen Dekorplatten in Wappenform oder mit dem Firmenlogo ausgestattet.

## Wahrnehmung in den Medien
Aufgrund ihres Designs und der Funktionalität – wohl aber auch wegen des hohen Preises – werden Maschinen von Elektra in einigen Luxus- und Lifestyle-Publikationen herausgestellt. Dies betrifft insbesondere die im Retrostil gebauten Maschinen der „Belle Epoque“- und „Family Retrò“-Serien.
Elektra-Maschinen werden seit Jahrzehnten in berühmten Cafés und Bars weltweit eingesetzt. So wird Espresso und Kaffee beispielsweise im berühmten Caffè Florian in Venedig und im Harrods-Kaufhaus in London mit Maschinen von Elektra zubereitet.
Beim Platzen eines Boilers einer Maschine von Elektra am 14. September 2010 wurden in einem britischen Sainsbury´s-Supermarkt in Farnborough (Hampshire) sechs Personen verletzt. Nach dem Unfall wurden alle Maschinen bei Sainsbury´s, die ausschließlich Elektra einsetzen, stillgelegt. Nach einer Untersuchung der Supermarkt-Kette wurde als Ursache eine Änderung des Herstellers im Sicherheitsventil im Jahr 2009 dafür verantwortlich gemacht, worauf Sainsbury´s seine alten Maschinen reaktivierte. Nach einer von Elektra am 24. Februar 2012 veröffentlichten Stellungnahme wurde der Unfall durch einen fehlerhaften Elektroanschluss des Supermarktes ausgelöst und nicht durch eine fehlerhafte Maschine. Dies wurde von einem unabhängigen Prüflabor bestätigt.